# 劉復
劉 復（りゅう ふく、生没年不詳）は、後漢の宗室。斉武王劉縯の孫で、光武帝の従孫にあたる。一説には、蜀漢の昭烈帝劉備の祖先とする。

## 生涯
北海靖王劉興の次男で、北海敬王劉睦の弟。建武30年（54年）、劉譲（真定王劉楊の弟）の後継者として臨邑侯に封じられた。
学問を好み文才に優れ、永平年間に朝廷の講学を受け持った。蘭台令史に任じられて班固や賈逵と共に『漢史』を編纂し、傅毅らもこれに加わった。子の劉騊駼も、従兄の劉毅と劉珍とともに文才に優れた人物であった。